# WTCC 2014

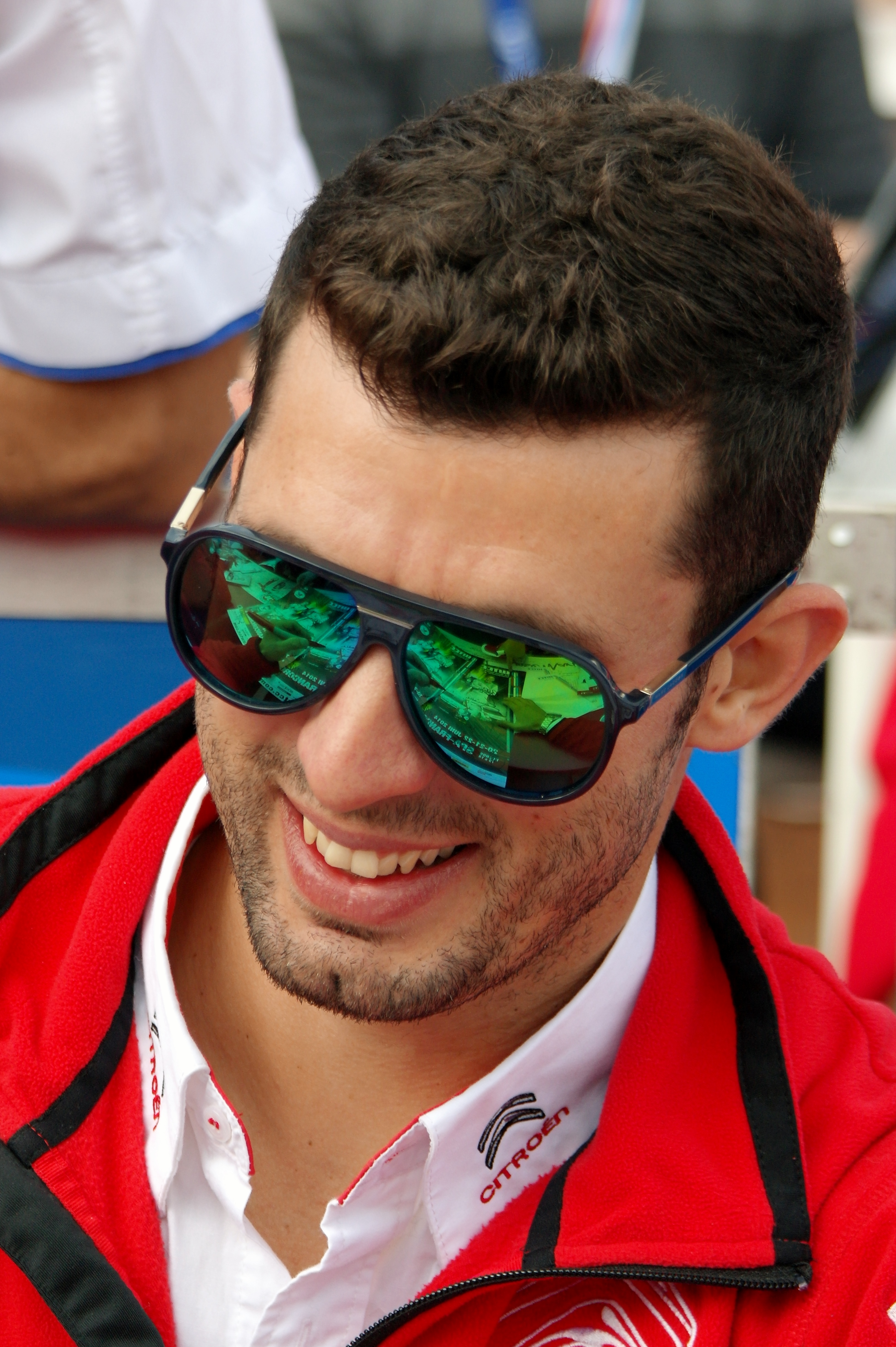
José María López si è aggiudicato il suo primo titolo mondiale davanti ai compagni di squadra Yvan Muller e Sébastien Loeb

La stagione 2014 del Campionato mondiale Turismo (World Touring Car Championship) è l'undicesima edizione del campionato gestito dalla Federazione Internazionale dell'Automobile (FIA), la decima dal suo ritorno nel 2005. È iniziata il 13 aprile a Marrakech, in Marocco, ed è terminata il 16 novembre a Macao. Il campionato, riservato a vetture con motore 1600 cm³ turbo comprende due titoli, uno per i piloti e uno per i costruttori.
L'argentino José María López, alla guida di una Citroën C-Elysée WTCC del team Citroën Total WTCC, è risultato vincitore del titolo piloti, mentre la stessa Citroën ha prevalso nella classifica costruttori. Il Trofeo Yokohama è stato invece vinto dal tedesco Franz Engstler per quanto concerne i piloti e da ROAL Motorsport per quanto riguarda le scuderie.

## Piloti e scuderie
La classe TC1 comprende le vetture costruite secondo il regolamento tecnico del 2014, mentre la classe TC2 include le automobili già impiegate nelle tre stagioni precedenti. I piloti alla guida di vetture TC2 e le scuderie non supportate direttamente da un costruttore concorrono alle rispettive classifiche del trofeo Yokohama.

### Scuderie
Il 25 giugno 2013 la Citroën ha annunciato il suo impegno ufficiale nel WTCC con l'iscrizione della sua scuderia ufficiale, il Citroën World Touring Car Team, a partire dalla stagione 2014. Il 24 luglio la casa francese ha annunciato che avrebbe preparato delle C-Elysée con le specifiche in vigore dalla stagione 2014. Sono state preparate quattro vetture, tre delle quali sono state iscritte a tutte le gare del campionato, mentre la quarta è stata iscritta solo alle gare asiatiche.
Il 3 dicembre 2013 la Honda, durante la presentazione della nuova Civic aggiornata per rispettare le nuove specifiche imposte dalla FIA, ha annunciato un'espansione delle sue operazioni. Oltre alle due vetture affidate alla scuderia ufficiale e a quella affidata alla Zengő Motorsport, è stata preparata una quarta Civic, che è stata affidata alla Proteam Racing.
Il 18 settembre 2013 anche la Lada ha annunciato un'espansione delle sue operazioni, preparando una terza Granta, che è stata anch'essa affidata alla scuderia ufficiale della casa russa.
Il 12 settembre 2013 la SEAT ha annunciato il suo disimpegno dal WTCC per concentrarsi sul suo trofeo monomarca. La Campos Racing ha comunque deciso di iscrivere al campionato tre León con le vecchie specifiche, che per questo motivo sono state assegnate alla classe TC2.
Dopo l'annunciato disimpegno della Chevrolet dal WTCC a partire dalla stagione 2014, RML, che aveva svolto il ruolo di scuderia ufficiale della casa statunitense, non ha rinnovato la sua iscrizione al WTCC per diventare il preparatore non ufficiale delle Cruze. Sono state preparate sei vetture dotate delle nuove specifiche del 2014, che sono state affidate a varie scuderie.
Il 27 febbraio 2014 la bamboo-engineering, che per il 2014 aveva già iscritto una Aston Martin V8 Vantage al WEC, ha annunciato che non avrebbe rinnovato la sua iscrizione al WTCC per motivi economici.
Il 26 marzo 2014 la NIKA Racing, che dopo aver partecipato a tutta la stagione 2013 con una Chevrolet Cruze non si era iscritta alla stagione 2014, ha annunciato la sua iscrizione alla gara d'Ungheria con una Honda Civic con le vecchie specifiche del WTCC.

### Piloti
In concomitanza con l'annuncio del suo impegno nel WTCC, la Citroën ha annunciato l'ingaggio del nove volte campione WRC Sébastien Loeb come pilota. Il 7 agosto è stato ingaggiato come pilota il quattro volte campione WTCC Yvan Muller, che ha firmato un contratto biennale con la casa francese. Nel dicembre 2013 sono stati inoltre ingaggiati i debuttanti José María López come terzo pilota e Ma Qinghua per le gare asiatiche.
Il 3 novembre 2013 la Lada ha annunciato l'ingaggio dell'allora campione in carica Robert Huff, che viene affiancato ai riconfermati James Thompson e Michail Kozlovskij.
Il 12 dicembre 2013 Tom Chilton, dopo il ritiro di RML dal WTCC, ha annunciato di aver firmato con la ROAL Motorsport, rimanendo così alla guida di una Chevrolet Cruze.
Il 18 marzo 2014 la Campos Racing ha annunciato l'ingaggio di John Filippi come pilota di una delle SEAT León. Per le altre León sono stati ingaggiati vari piloti per le varie gare.
Darryl O'Young è stato ingaggiato dalla bamboo-engineering e, insieme al compagno di squadra Alex MacDowall, ha lasciato la categoria per disputare il WEC. James Nash, Marc Basseng, Stefano D'Aste e Fredy Barth non hanno invece trovato ingaggi per la stagione 2014.

### Tabella riassuntiva
| Classe TC1                      | Classe TC1              | Classe TC1      | Classe TC1         | Classe TC1           | Classe TC1    | Classe TC1      |
| Scuderia                        | Vettura                 | Classe scuderia | #                  | Pilota               | Classe pilota | Weekend di gare |
| ------------------------------- | ----------------------- | --------------- | ------------------ | -------------------- | ------------- | --------------- |
| Citroën Total WTCC              | Citroën C-Elysée WTCC   |                 | 1                  | Yvan Muller          |               | Tutti           |
| Citroën Total WTCC              | Citroën C-Elysée WTCC   | 9               | Sébastien Loeb     |                      | Tutti         |                 |
| Citroën Total WTCC              | Citroën C-Elysée WTCC   | 33              | Ma Qinghua         |                      | 6-7, 9-10, 12 |                 |
| Citroën Total WTCC              | Citroën C-Elysée WTCC   | 37              | José María López   |                      | Tutti         |                 |
| Castrol Honda WTC Team          | Honda Civic WTCC        |                 | 2                  | Gabriele Tarquini    |               | Tutti           |
| Castrol Honda WTC Team          | Honda Civic WTCC        | 18              | Tiago Monteiro     |                      | Tutti         |                 |
| ROAL Motorsport                 | Chevrolet RML Cruze TC1 | Y               | 3                  | Tom Chilton          |               | Tutti           |
| ROAL Motorsport                 | Chevrolet RML Cruze TC1 | Y               | 4                  | Tom Coronel          |               | Tutti           |
| Zengő Motorsport                | Honda Civic WTCC        | Y               | 5                  | Norbert Michelisz    |               | Tutti           |
| Campos Racing                   | Chevrolet RML Cruze TC1 | Y               | 7                  | Hugo Valente         |               | Tutti           |
| Campos Racing                   | Chevrolet RML Cruze TC1 | Y               | 74                 | Pepe Oriola          |               | 12              |
| NIS Petrol by Campos Racing     | Chevrolet RML Cruze TC1 | Y               | 98                 | Dušan Borković       |               | 1-11            |
| ALL-INKL.COM Münnich Motorsport | Chevrolet RML Cruze TC1 | Y               | 10                 | Gianni Morbidelli    |               | Tutti           |
| ALL-INKL.COM Münnich Motorsport | Chevrolet RML Cruze TC1 | Y               | 77                 | René Münnich         |               | Tutti           |
| Lada Sport Lukoil Lada Sport    | Lada Granta 1.6T        |                 | 11                 | James Thompson       |               | Tutti           |
| Lada Sport Lukoil Lada Sport    | Lada Granta 1.6T        | 12              | Robert Huff        |                      | Tutti         |                 |
| Lada Sport Lukoil Lada Sport    | Lada Granta 1.6T        | 14              | Michail Kozlovskij |                      | Tutti         |                 |
| Proteam Racing                  | Honda Civic WTCC        | Y               | 25                 | Mehdi Bennani        |               | Tutti           |
| Classe TC2                      |                         |                 |                    |                      |               |                 |
| Scuderia                        | Vettura                 | Classe scuderia | #                  | Pilota               | Classe pilota | Weekend di gare |
| Liqui Moly Team Engstler        | BMW 320 TC              | Y               | 6                  | Franz Engstler       | Y             | Tutti           |
| Liqui Moly Team Engstler        | BMW 320 TC              | Y               | 8                  | Pasquale Di Sabatino | Y             | 1-7             |
| Liqui Moly Team Engstler        | BMW 320 TC              | Y               | 15                 | Camilo Echevarría    | Y             | 8               |
| Liqui Moly Team Engstler        | BMW 320 TC              | Y               | 26                 | Filipe de Souza      | Y A           | 9-12            |
| Campos Racing                   | SEAT León WTCC          | Y               | 19                 | Henry Kwong          | Y A           | 11-12           |
| Campos Racing                   | SEAT León WTCC          | Y               | 22                 | Petr Fulín           | Y             | 1, 4            |
| Campos Racing                   | SEAT León WTCC          | Y               | 27                 | John Filippi         | Y             | Tutti           |
| Campos Racing                   | SEAT León WTCC          | Y               | 38                 | William Lok          | Y A           | 10, 12          |
| Campos Racing                   | SEAT León WTCC          | Y               | 50                 | Nikita Misjulja      | Y             | 6               |
| Campos Racing                   | SEAT León WTCC          | Y               | 55                 | Norbert Nagy         | Y             | 7               |
| Campos Racing                   | SEAT León WTCC          | Y               | 80                 | Michael Soong        | Y A           | 9               |
| RPM Racing Team                 | BMW 320 TC              | Y               | 44                 | Mak Ka Lok           | Y A           | 12              |
| NIKA Racing                     | Honda Civic WTCC        | Y               | 99                 | Yukinori Taniguchi   | Y             | 3               |

| Simbolo | Categoria       |
| ------- | --------------- |
| Y       | Trofeo Yokohama |
| A       | Trofeo Asia     |

## Modifiche al regolamento

### Regolamento tecnico
Per la stagione 2014 la FIA ha aggiornato il regolamento tecnico, in vigore dal 2011. Le auto vengono ancora costruite con specifiche Super 2000, ma con modifiche significative. Il peso minimo è stato ridotto da 1150 kg a 1100 kg, mentre la potenza massima è stata aumentata da 320 CV a 50 o 60 CV in più a seconda del tipo di motore. Le dimensioni delle ruote sono state aumentate a 18" ed è stato introdotto l'obbligo di utilizzare sospensioni MacPherson. La larghezza delle vetture è stata fissata a 1.950 mm, mentre lo splitter anteriore è stato fissato a 100 mm. Sono state introdotte anche delle modifiche aerodinamiche, autorizzando l'uso del fondo piatto e di alettoni posteriori più grandi, ma comunque che non superino l'altezza del tetto della vettura.

### Regolamento sportivo
Sono stati introdotti alcuni cambiamenti anche nel regolamento sportivo; le distanze di gara sono state fissate a 60 km ed è stata resa obbligatoria la partenza da fermo. Le qualifiche sono state divise in tre sessioni e solo i migliori cinque si qualificano alla Q3. Si è cercato inoltre di limitare il bilanciamento delle prestazioni tramite la concessione di deroghe al peso minimo, ma l'uso di zavorre si è reso comunque necessario.

## Calendario
| Gara | Gara | Nome gara             | Circuito                         | Data        |
| ---- | ---- | --------------------- | -------------------------------- | ----------- |
| 1    | G1   | Gara del Marocco      | Circuito di Marrakech            | 13 aprile   |
| 1    | G2   | Gara del Marocco      | Circuito di Marrakech            | 13 aprile   |
| 2    | G3   | Gara di Francia       | Circuito Paul Ricard             | 20 aprile   |
| 2    | G4   | Gara di Francia       | Circuito Paul Ricard             | 20 aprile   |
| 3    | G5   | Gara d'Ungheria       | Hungaroring                      | 4 maggio    |
| 3    | G6   | Gara d'Ungheria       | Hungaroring                      | 4 maggio    |
| 4    | G7   | Gara della Slovacchia | Slovakiaring                     | 11 maggio   |
| 4    | G8   | Gara della Slovacchia | Slovakiaring                     | 11 maggio   |
| 5    | G9   | Gara d'Austria        | Salzburgring                     | 25 maggio   |
| 5    | G10  | Gara d'Austria        | Salzburgring                     | 25 maggio   |
| 6    | G11  | Gara di Russia        | Moscow Raceway                   | 8 giugno    |
| 6    | G12  | Gara di Russia        | Moscow Raceway                   | 8 giugno    |
| 7    | G13  | Gara del Belgio       | Circuito di Spa-Francorchamps    | 22 giugno   |
| 7    | G14  | Gara del Belgio       | Circuito di Spa-Francorchamps    | 22 giugno   |
| 8    | G15  | Gara d'Argentina      | Autodromo di Termas de Río Hondo | 3 agosto    |
| 8    | G16  | Gara d'Argentina      | Autodromo di Termas de Río Hondo | 3 agosto    |
| 9    | G17  | Gara di Pechino       | Goldenport Park Circuit          | 5 ottobre   |
| 9    | G18  | Gara di Pechino       | Goldenport Park Circuit          | 5 ottobre   |
| 10   | G19  | Gara di Shanghai      | Shanghai International Circuit   | 11 ottobre  |
| 10   | G20  | Gara di Shanghai      | Shanghai International Circuit   | 11 ottobre  |
| 11   | G21  | Gara del Giappone     | Suzuka Circuit                   | 26 ottobre  |
| 11   | G22  | Gara del Giappone     | Suzuka Circuit                   | 26 ottobre  |
| 12   | G23  | Gara di Macao         | Guia Circuit                     | 16 novembre |
| 12   | G24  | Gara di Macao         | Guia Circuit                     | 16 novembre |

## Risultati e classifiche

### Gare
| Gara | Nome gara             | Pole position    | Giro veloce       | Pilota vincitore  | Scuderia vincitrice    | Costruttore vincitore | Vincitore TC2        | Resoconto |
| ---- | --------------------- | ---------------- | ----------------- | ----------------- | ---------------------- | --------------------- | -------------------- | --------- |
| 1    | Gara del Marocco      | José María López | Sébastien Loeb    | José María López  | Citroën Total WTCC     | Citroën               | Franz Engstler       | Resoconto |
| 2    | Gara del Marocco      |                  | José María López  | Sébastien Loeb    | Citroën Total WTCC     | Citroën               | Franz Engstler       | Resoconto |
| 3    | Gara di Francia       | Yvan Muller      | Yvan Muller       | Yvan Muller       | Citroën Total WTCC     | Citroën               | Franz Engstler       | Resoconto |
| 4    | Gara di Francia       |                  | José María López  | José María López  | Citroën Total WTCC     | Citroën               | Franz Engstler       | Resoconto |
| 5    | Gara d'Ungheria       | Yvan Muller      | Yvan Muller       | Yvan Muller       | Citroën Total WTCC     | Citroën               | Pasquale Di Sabatino | Resoconto |
| 6    | Gara d'Ungheria       |                  | Tiago Monteiro    | Gianni Morbidelli | Münnich Motorsport     | Chevrolet             | Franz Engstler       | Resoconto |
| 7    | Gara della Slovacchia | José María López | Sébastien Loeb    | Sébastien Loeb    | Citroën Total WTCC     | Citroën               | Petr Fulín           | Resoconto |
| 8    | Gara della Slovacchia | Cancellata       | Cancellata        | Cancellata        | Cancellata             | Cancellata            | Cancellata           | Resoconto |
| 9    | Gara d'Austria        | Yvan Muller      | José María López  | Yvan Muller       | Citroën Total WTCC     | Citroën               | Franz Engstler       | Resoconto |
| 10   | Gara d'Austria        |                  | José María López  | José María López  | Citroën Total WTCC     | Citroën               | Franz Engstler       | Resoconto |
| 11   | Gara di Russia        | José María López | José María López  | José María López  | Citroën Total WTCC     | Citroën               | Franz Engstler       | Resoconto |
| 12   | Gara di Russia        |                  | Hugo Valente      | Ma Qinghua        | Citroën Total WTCC     | Citroën               | Franz Engstler       | Resoconto |
| 13   | Gara del Belgio       | Yvan Muller      | Yvan Muller       | Yvan Muller       | Citroën Total WTCC     | Citroën               | Franz Engstler       | Resoconto |
| 14   | Gara del Belgio       |                  | José María López  | José María López  | Citroën Total WTCC     | Citroën               | Franz Engstler       | Resoconto |
| 15   | Gara d'Argentina      | José María López | José María López  | José María López  | Citroën Total WTCC     | Citroën               | Franz Engstler       | Resoconto |
| 16   | Gara d'Argentina      |                  | José María López  | José María López  | Citroën Total WTCC     | Citroën               | Franz Engstler       | Resoconto |
| 17   | Gara di Pechino       | Tom Chilton      | Tom Chilton       | Tom Chilton       | ROAL Motorsport        | Chevrolet             | Franz Engstler       | Resoconto |
| 18   | Gara di Pechino       |                  | José María López  | Robert Huff       | Lada Sport             | Lada                  | Franz Engstler       | Resoconto |
| 19   | Gara di Shanghai      | José María López | Ma Qinghua        | José María López  | Citroën Total WTCC     | Citroën               | Franz Engstler       | Resoconto |
| 20   | Gara di Shanghai      |                  | Gabriele Tarquini | Mehdi Bennani     | Proteam Racing         | Honda                 | Franz Engstler       | Resoconto |
| 21   | Gara del Giappone     | José María López | José María López  | José María López  | Citroën Total WTCC     | Citroën               | Franz Engstler       | Resoconto |
| 22   | Gara del Giappone     |                  | Gabriele Tarquini | Gabriele Tarquini | Castrol Honda WTC Team | Honda                 | John Filippi         | Resoconto |
| 23   | Gara di Macao         | José María López | José María López  | José María López  | Citroën Total WTCC     | Citroën               | Franz Engstler       | Resoconto |
| 24   | Gara di Macao         |                  | Robert Huff       | Robert Huff       | Lada Sport             | Lada                  | Franz Engstler       | Resoconto |

### Classifiche

#### Classifica piloti
| Pos. | Pilota               | MAR | MAR | FRA | FRA | HUN | HUN | SLO | SLO | AUS | AUS | RUS | RUS | BEL | BEL | ARG | ARG | CIN 1 | CIN 1 | CIN 2 | CIN 2 | GIA  | GIA | MAC | MAC | Punti |
| ---- | -------------------- | --- | --- | --- | --- | --- | --- | --- | --- | --- | --- | --- | --- | --- | --- | --- | --- | ----- | ----- | ----- | ----- | ---- | --- | --- | --- | ----- |
| 1    | José María López     | 1   | 2   | 4   | 1   | 2   | 6   | 21  | C   | 35  | 1   | 1   | Rit | 23  | 1   | 1   | 1   | 34    | 4     | 1     | 3     | 1    | 6   | 1   | 5   | 462   |
| 2    | Yvan Muller          | 34  | Rit | 1   | 2   | 1   | 5   | 103 | C   | 12  | Rit | 4   | 2   | 1   | 2   | 32  | 3   | 23    | 9     | 3     | Rit   | Rit2 | 5   | 53  | 2   | 336   |
| 3    | Sébastien Loeb       | 2   | 1   | 2   | 6   | 73  | 9   | 12  | C   | 43  | 7   | 34  | 5   | 32  | 5   | 43  | 6   | 5     | 3     | 45    | 12    | 3    | 7   | 62  | 6   | 295   |
| 4    | Norbert Michelisz    | 9   | NP  | 74  | 8   | 6   | 10  | 34  | C   | 9   | 4   | 9   | 7   | 7   | 7   | 24  | 7   | 6     | 5     | 54    | 4     | 4    | 3   | 24  | 4   | 201   |
| 5    | Tiago Monteiro       | 5   | 10† | 8   | 3   | 34  | 2   | 7   | C   | 5   | 3   | 73  | Rit | 6   | 4   | 5   | 5   | Rit   | 13    | 7     | 2     | 9    | 9   | 4   | 16† | 186   |
| 6    | Gabriele Tarquini    | NP  | NP  | 32  | 4   | 45  | 8   | 8   | C   | 8   | 2   | 2   | Rit | 85  | 8   | 8   | 4   | 16†2  | 10    | 6     | Rit   | 6    | 1   | 3   | NP  | 182   |
| 7    | Tom Coronel          | Rit | Rit | NPR | NPR | 8   | 4   | 4   | C   | 24  | 5   | 8   | 4   | 5   | 3   | 11  | 10  | 17†   | 2     | 8     | 6     | 7    | 4   | 75  | 8   | 159   |
| 8    | Tom Chilton          | 43  | 4   | 95  | 15  | 13  | 7   | 5   | C   | 6   | Rit | 5   | 6   | 10  | 10  | 6   | Rit | 1     | 8     | Rit   | 7     | 24   | 10  | 12  | 7   | 150   |
| 9    | Gianni Morbidelli    | 15  | 6   | 11  | 9   | 9   | 1   | 65  | C   | 101 | 6   | 12  | 8   | 4   | 6   | 12  | 13  | 45    | 7     | 11    | 13    | 10   | 8   | 10  | Rit | 109   |
| 10   | Robert Huff          | Rit | Rit | 5   | 11  | 11  | 12  | 9   | C   | 12  | Rit | 10  | Rit | 16  | 13  | 7   | 2   | 8     | 1     | 15†   | Rit   | 12   | 11  | 9   | 1   | 93    |
| 11   | Mehdi Bennani        | 7   | SQ  | 13  | 5   | 5   | NP  | 14  | C   | 7   | 8   | 11  | 3   | 13  | 11  | 9   | 8   | 9     | Rit   | 10    | 1     | 11   | Rit | 19† | NP  | 85    |
| 12   | Hugo Valente         | 8   | 3   | 63  | 10  | 10  | 3   | 11  | C   | NC  | Rit | Rit | 9   | 124 | 9   | Rit | Rit | 12    | 11    | 9     | 8     | 5    | Rit | NC  | 3   | 85    |
| 13   | Ma Qinghua           |     |     |     |     |     |     |     |     |     |     | 6   | 1   | 11  | Rit |     |     | 15†   | 12    | 2     | 5     |      |     | 8   | Rit | 69    |
| 14   | Dušan Borković       | 65  | Rit | 14  | 7   | 12  | 11  | 12  | C   | Rit | Rit | Rit | 11  | 9   | Rit | Rit | SQ  | Rit   | NP    | 12    | 9     | 8    | 2   |     |     | 41    |
| 15   | James Thompson       | 10  | NP  | 10  | 13  | SQ  | SQ  | SQ  | C   | 13  | Rit | 14  | 12  | 17  | 15  | 10  | 9   | 7     | 6     | Rit   | 10    | 13   | 12  | 11  | 9   | 22    |
| 16   | Michail Kozlovskij   | 11  | 5   | 15  | 14  | Rit | Rit | Rit | C   | 14  | 10  | 15  | Rit | 14  | 12  | 14  | 11  | 11    | NP    | Rit   | 11    | 14   | 13  | 13  | Rit | 11    |
| 17   | Franz Engstler       | 12  | 7   | 16  | 16  | 15  | 14  | 16  | C   | 15  | 11  | 16  | 13  | 18  | 16  | 15  | 14  | 10    | 14    | 13    | 14    | 15   | Rit | 14  | 10  | 8     |
| 18   | John Filippi         | 14  | 8   | 18  | Rit | 16  | 16  | 18† | C   | 16  | 13  | 18  | 15  | 19  | 19  | 16  | 15† | 13    | 15    | 14    | 15    | 16   | 14  | 16  | 12  | 4     |
| 19   | René Münnich         | Rit | Rit | 12  | 12  | 18  | 13  | 13  | C   | 11  | 9   | 13  | 10  | 15  | 14  | 13  | 12  | Rit   | NP    | 17†   | Rit   | NC   | 16  | 15  | 11  | 3     |
| 20   | Pasquale Di Sabatino | 13  | 9   | 17  | 17  | 14  | 15  | 17  | C   | 17  | 12  | 17  | 14  | 21  | 17  |     |     |       |       |       |       |      |     |     |     | 2     |
| —    | Filipe de Souza      |     |     |     |     |     |     |     |     |     |     |     |     |     |     |     |     | 14    | Rit   | 16    | 16    | Rit  | 15  | 17  | 13  | 0     |
| —    | Mak Ka Lok           |     |     |     |     |     |     |     |     |     |     |     |     |     |     |     |     |       |       |       |       |      |     | 18  | 14  | 0     |
| —    | Henry Kwong          |     |     |     |     |     |     |     |     |     |     |     |     |     |     |     |     |       |       |       |       | 17   | NC  | SQ  | 15  | 0     |
| —    | Petr Fulín           | NP  | NP  |     |     |     |     | 15  | C   |     |     |     |     |     |     |     |     |       |       |       |       |      |     |     |     | 0     |
| —    | Camilo Echevarría    |     |     |     |     |     |     |     |     |     |     |     |     |     |     | 17  | 16  |       |       |       |       |      |     |     |     | 0     |
| —    | Nikita Misjulja      |     |     |     |     |     |     |     |     |     |     | Rit | 16  |     |     |     |     |       |       |       |       |      |     |     |     | 0     |
| —    | Yukinori Taniguchi   |     |     |     |     | 17  | 17  |     |     |     |     |     |     |     |     |     |     |       |       |       |       |      |     |     |     | 0     |
| —    | Norbert Nagy         |     |     |     |     |     |     |     |     |     |     |     |     | 20  | 18  |     |     |       |       |       |       |      |     |     |     | 0     |
| —    | William Lok          |     |     |     |     |     |     |     |     |     |     |     |     |     |     |     |     |       |       | Rit   | NP    |      |     | Rit | NP  | 0     |
| —    | Michael Soong        |     |     |     |     |     |     |     |     |     |     |     |     |     |     |     |     | NP    | NP    |       |       |      |     |     |     | 0     |
| —    | Pepe Oriola          |     |     |     |     |     |     |     |     |     |     |     |     |     |     |     |     |       |       |       |       |      |     | NP  | NP  | 0     |
| Pos. | Pilota               | MAR | MAR | FRA | FRA | HUN | HUN | SLO | SLO | AUS | AUS | RUS | RUS | BEL | BEL | ARG | ARG | CIN 1 | CIN 1 | CIN 2 | CIN 2 | GIA  | GIA | MAC | MAC | Punti |

| Colore  | Risultato             |
| ------- | --------------------- |
| Oro     | Vincitore             |
| Argento | 2º posto              |
| Bronzo  | 3º posto              |
| Verde   | Finito a punti        |
| Blu     | Finito senza punti    |
| Viola   | Ritirato (Rit)        |
| Viola   | Non classificato (NC) |
| Rosso   | Non qualificato (NQ)  |
| Nero    | Squalificato (SQ)     |
| Bianco  | Non partito (NP)      |
| Bianco  | Non ha gareggiato     |
| Bianco  | Infortunato (INF)     |
| Bianco  | Escluso (ES)          |
| Bianco  | Gara cancellata (C)   |

#### Classifica costruttori
| Pos. | Costruttore | MAR | MAR | FRA | FRA | HUN | HUN | SLO | SLO | AUS | AUS | RUS | RUS | BEL | BEL | ARG | ARG | CIN 1 | CIN 1 | CIN 2 | CIN 2 | GIA | GIA | MAC | MAC | Punti |
| ---- | ----------- | --- | --- | --- | --- | --- | --- | --- | --- | --- | --- | --- | --- | --- | --- | --- | --- | ----- | ----- | ----- | ----- | --- | --- | --- | --- | ----- |
| 1    | Citroën     | 1   | 1   | 1   | 1   | 1   | 5   | 1   | C   | 1   | 1   | 1   | 1   | 1   | 1   | 1   | 1   | 2     | 3     | 1     | 3     | 1   | 5   | 1   | 2   | 1003  |
| 1    | Citroën     | 2   | 2   | 2   | 2   | 2   | 6   | 2   | C   | 32  | 7   | 34  | 2   | 2   | 2   | 32  | 3   | 3     | 4     | 2     | 5     | 32  | 6   | 52  | 5   | 1003  |
| 2    | Honda       | 53  | 10† | 32  | 3   | 3   | 2   | 3   | C   | 53  | 2   | 2   | 3   | 63  | 4   | 23  | 4   | 61    | 5     | 53    | 1     | 43  | 1   | 23  | 4   | 710   |
| 2    | Honda       | 74  | NP  | 73  | 4   | 4   | 8   | 74  | C   | 74  | 3   | 73  | 7   | 74  | 7   | 54  | 5   | 94    | 10    | 64    | 2     | 64  | 3   | 34  | 16† | 710   |
| 3    | Lada        | 105 | 5   | 54  | 11  | 115 | 12  | 95  | C   | 125 | 10  | 105 | 12  | 145 | 12  | 75  | 2   | 75    | 1     | 15†5  | 10    | 125 | 11  | 95  | 1   | 425   |
| 3    | Lada        | 11  | Rit | 105 | 13  | Rit | Rit | Rit | C   | 13  | Rit | 14  | Rit | 16  | 13  | 10  | 9   | 8     | 6     | Rit   | 11    | 13  | 12  | 11  | 9   | 425   |
| Pos. | Costruttore | MAR | MAR | FRA | FRA | HUN | HUN | SLO | SLO | AUS | AUS | RUS | RUS | BEL | BEL | ARG | ARG | CIN 1 | CIN 1 | CIN 2 | CIN 2 | GIA | GIA | MAC | MAC | Punti |

#### Trofeo Yokohama

##### Classifica piloti
| Pos. | Pilota               | MAR | MAR | FRA | FRA | HUN | HUN | SLO | SLO | AUS | AUS | RUS | RUS | BEL | BEL | ARG | ARG | CIN 1 | CIN 1 | CIN 2 | CIN 2 | GIA | GIA | MAC | MAC | Punti |
| ---- | -------------------- | --- | --- | --- | --- | --- | --- | --- | --- | --- | --- | --- | --- | --- | --- | --- | --- | ----- | ----- | ----- | ----- | --- | --- | --- | --- | ----- |
| 1    | Franz Engstler       | 12  | 7   | 16  | 16  | 15  | 14  | 16  | C   | 15  | 11  | 16  | 13  | 18  | 16  | 15  | 14  | 10    | 14    | 13    | 14    | 15  | Rit | 14  | 10  | 249   |
| 2    | John Filippi         | 14  | 8   | 18  | Rit | 16  | 16  | 18† | C   | 16  | 13  | 18  | 15  | 19  | 19  | 16  | 15† | 13    | 15    | 14    | 15    | 16  | 14  | 16  | 12  | 159   |
| 3    | Pasquale Di Sabatino | 13  | 9   | 17  | 17  | 14  | 15  | 17  | C   | 17  | 12  | 17  | 14  | 21  | 17  |     |     |       |       |       |       |     |     |     |     | 98    |
| 4    | Filipe de Souza      |     |     |     |     |     |     |     |     |     |     |     |     |     |     |     |     | 14    | Rit   | 16    | 16    | Rit | 15  | 17  | 13  | 38    |
| 5    | Camilo Echevarría    |     |     |     |     |     |     |     |     |     |     |     |     |     |     | 17  | 16  |       |       |       |       |     |     |     |     | 12    |
| =    | Norbert Nagy         |     |     |     |     |     |     |     |     |     |     |     |     | 20  | 18  |     |     |       |       |       |       |     |     |     |     | 12    |
| 7    | Petr Fulín           | NP  | NP  |     |     |     |     | 15  | C   |     |     |     |     |     |     |     |     |       |       |       |       |     |     |     |     | 10    |
| 8    | Henry Kwong          |     |     |     |     |     |     |     |     |     |     |     |     |     |     |     |     |       |       |       |       | 17  | NC  | SQ  | 15  | 10    |
| 9    | Yukinori Taniguchi   |     |     |     |     | 17  | 17  |     |     |     |     |     |     |     |     |     |     |       |       |       |       |     |     |     |     | 10    |
| =    | Mak Ka Lok           |     |     |     |     |     |     |     |     |     |     |     |     |     |     |     |     |       |       |       |       |     |     | 18  | 14  | 10    |
| 11   | Nikita Misjulja      |     |     |     |     |     |     |     |     |     |     | Rit | 16  |     |     |     |     |       |       |       |       |     |     |     |     | 5     |
| —    | William Lok          |     |     |     |     |     |     |     |     |     |     |     |     |     |     |     |     |       |       | Rit   | NP    |     |     | Rit | NP  | 0     |
| —    | Michael Soong        |     |     |     |     |     |     |     |     |     |     |     |     |     |     |     |     | NP    | NP    |       |       |     |     |     |     | 0     |
| Pos. | Pilota               | MAR | MAR | FRA | FRA | HUN | HUN | SLO | SLO | AUS | AUS | RUS | RUS | BEL | BEL | ARG | ARG | CIN 1 | CIN 1 | CIN 2 | CIN 2 | GIA | GIA | MAC | MAC | Punti |

| Colore  | Risultato             |
| ------- | --------------------- |
| Oro     | Vincitore             |
| Argento | 2º posto              |
| Bronzo  | 3º posto              |
| Verde   | Finito a punti        |
| Blu     | Finito senza punti    |
| Viola   | Ritirato (Rit)        |
| Viola   | Non classificato (NC) |
| Rosso   | Non qualificato (NQ)  |
| Nero    | Squalificato (SQ)     |
| Bianco  | Non partito (NP)      |
| Bianco  | Non ha gareggiato     |
| Bianco  | Infortunato (INF)     |
| Bianco  | Escluso (ES)          |
| Bianco  | Gara cancellata (C)   |

##### Classifica team
| Pos. | Costruttore                     | MAR | MAR | FRA | FRA | HUN | HUN | SLO | SLO | AUS | AUS | RUS | RUS | BEL | BEL | ARG | ARG | CIN 1 | CIN 1 | CIN 2 | CIN 2 | GIA | GIA | MAC | MAC | Punti |
| ---- | ------------------------------- | --- | --- | --- | --- | --- | --- | --- | --- | --- | --- | --- | --- | --- | --- | --- | --- | ----- | ----- | ----- | ----- | --- | --- | --- | --- | ----- |
| 1    | ROAL Motorsport                 | 4   | 4   | 9   | 15  | 8   | 4   | 4   | C   | 2   | 5   | 5   | 4   | 5   | 3   | 6   | 10  | 1     | 2     | 8     | 6     | 2   | 4   | 7   | 7   | 255   |
| 1    | ROAL Motorsport                 | Rit | Rit | NPR | NPR | 13  | 7   | 5   | C   | 6   | Rit | 8   | 6   | 10  | 10  | 11  | Rit | 17†   | 8     | Rit   | 7     | 7   | 10  | 12  | 8   | 255   |
| 2    | Zengő Motorsport                | 9   | NP  | 7   | 8   | 6   | 10  | 3   | C   | 9   | 4   | 9   | 7   | 7   | 7   | 2   | 7   | 6     | 5     | 5     | 4     | 4   | 3   | 2   | 4   | 164   |
| 3    | Campos Racing                   | 6   | 3   | 6   | 7   | 10  | 3   | 11  | C   | 16  | 13  | 18  | 9   | 9   | 9   | 16  | 15† | 12    | 11    | 9     | 8     | 5   | 2   | 16  | 3   | 162   |
| 3    | Campos Racing                   | 8   | 8   | 14  | 10  | 12  | 11  | 12  | C   | NC  | Rit | Rit | 11  | 12  | 18  | Rit | Rit | 13    | 15    | 12    | 9     | 8   | 14  | NC  | 12  | 162   |
| 4    | ALL-INKL.COM Münnich Motorsport | 15  | 6   | 11  | 9   | 9   | 1   | 6   | C   | 10  | 6   | 12  | 8   | 4   | 6   | 12  | 12  | 4     | 7     | 11    | 13    | 10  | 8   | 10  | 11  | 156   |
| 4    | ALL-INKL.COM Münnich Motorsport | Rit | Rit | 12  | 12  | 18  | 13  | 13  | C   | 11  | 9   | 13  | 10  | 15  | 14  | 13  | 13  | Rit   | NP    | 17†   | Rit   | NC  | 16  | 15  | Rit | 156   |
| 5    | Proteam Racing                  | 7   | SQ  | 13  | 5   | 5   | NP  | 14  | C   | 7   | 8   | 11  | 3   | 13  | 11  | 9   | 8   | 9     | Rit   | 10    | 1     | 11  | Rit | 19† | NP  | 97    |
| 6    | Liqui Moly Team Engstler        | 12  | 7   | 16  | 16  | 14  | 14  | 16  | C   | 15  | 11  | 16  | 13  | 18  | 16  | 15  | 14  | 10    | 14    | 13    | 14    | 15  | 15  | 14  | 10  | 59    |
| 6    | Liqui Moly Team Engstler        | 13  | 9   | 17  | 17  | 15  | 15  | 17  | C   | 17  | 12  | 17  | 14  | 21  | 17  | 17  | 16  | 14    | Rit   | 16    | 16    | Rit | Rit | 17  | 13  | 59    |
| —    | RPM Racing Team                 |     |     |     |     |     |     |     |     |     |     |     |     |     |     |     |     |       |       |       |       |     |     | 18  | 14  | 0     |
| —    | NIKA Racing                     |     |     |     |     | 17  | 17  |     |     |     |     |     |     |     |     |     |     |       |       |       |       |     |     |     |     | 0     |
| Pos. | Costruttore                     | MAR | MAR | FRA | FRA | HUN | HUN | SLO | SLO | AUS | AUS | RUS | RUS | BEL | BEL | ARG | ARG | CIN 1 | CIN 1 | CIN 2 | CIN 2 | GIA | GIA | MAC | MAC | Punti |

### Trofeo Asia
| Pos. | Pilota          | CIN 1 | CIN 1 | CIN 2 | CIN 2 | GIA | GIA | MAC | MAC | Punti |
| ---- | --------------- | ----- | ----- | ----- | ----- | --- | --- | --- | --- | ----- |
| 1    | Filipe de Souza | 14    | Rit   | 16    | 16    | Rit | 15  | 17  | 13  | 60    |
| 2    | Henry Kwong     |       |       |       |       | 17  | NC  | SQ  | 15  | 16    |
| 3    | Mak Ka Lok      |       |       |       |       |     |     | 18  | 14  | 16    |
| —    | William Lok     |       |       | Rit   | NP    |     |     | Rit | NP  | 0     |
| —    | Michael Soong   | NP    | NP    |       |       |     |     |     |     | 0     |
| Pos. | Pilota          | CIN 1 | CIN 1 | CIN 2 | CIN 2 | GIA | GIA | MAC | MAC | Punti |

## Galleria d'immagini

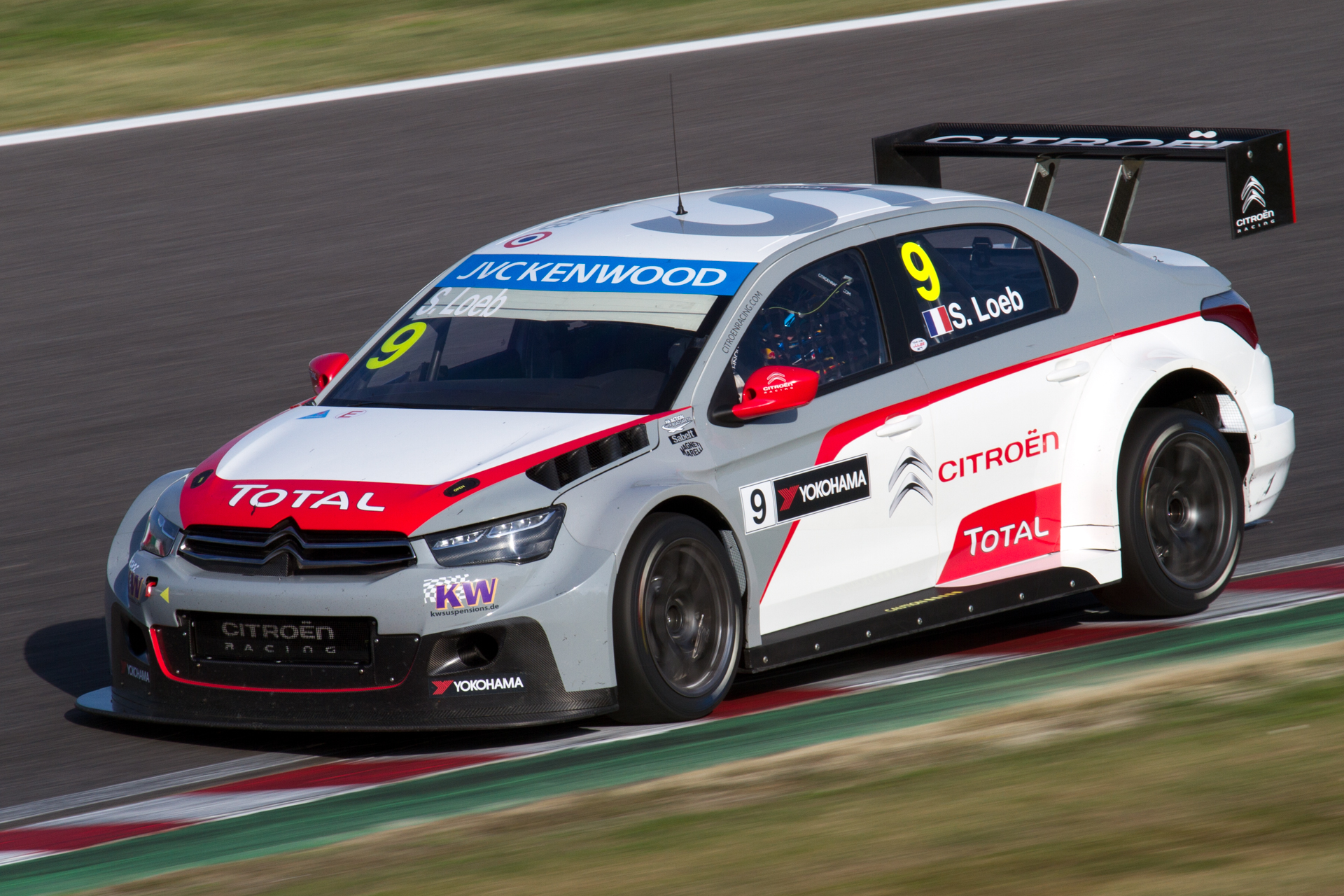
La Citroën C-Elysée WTCC di Sébastien Loeb.
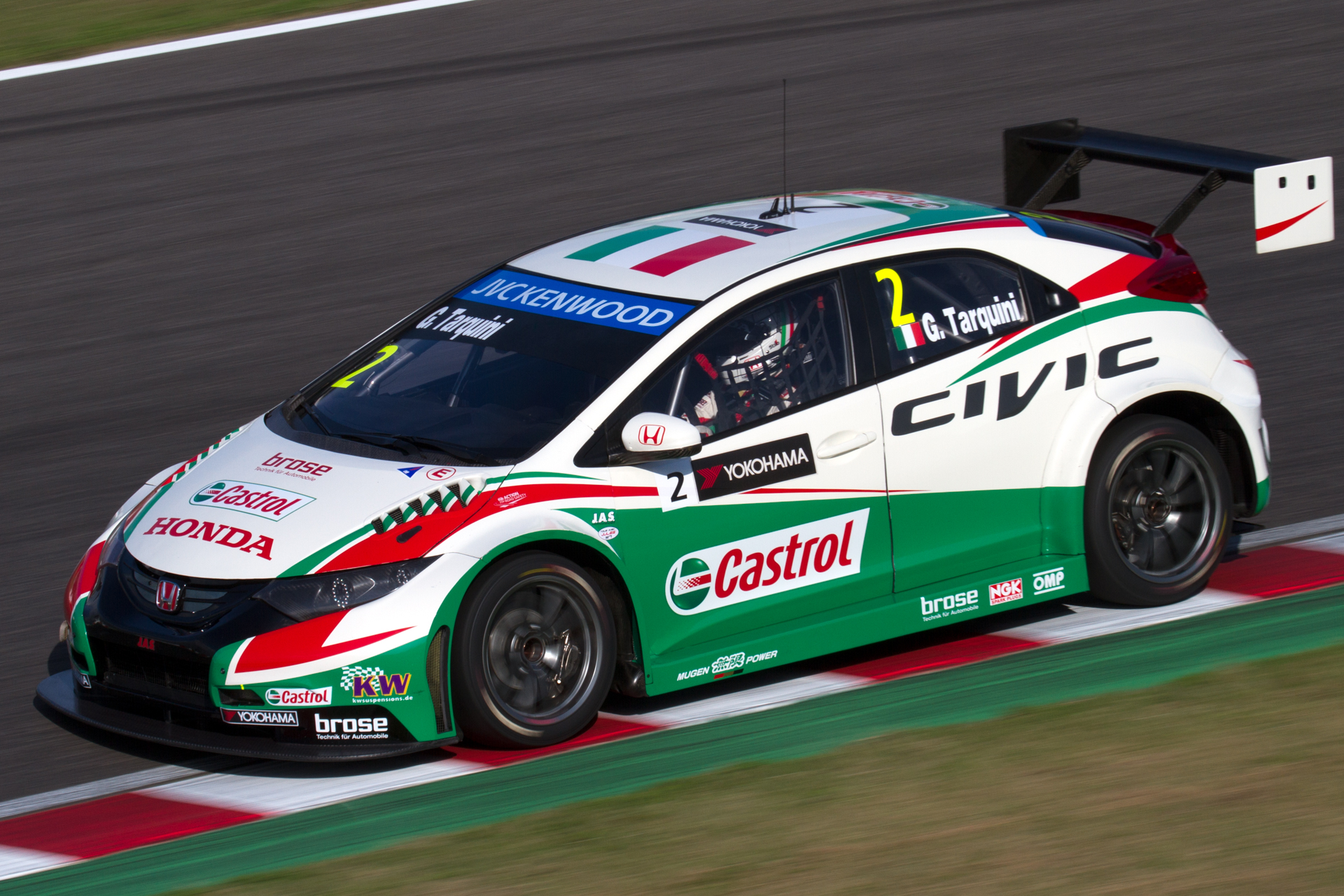
La Honda Civic WTCC Gabriele Tarquini.
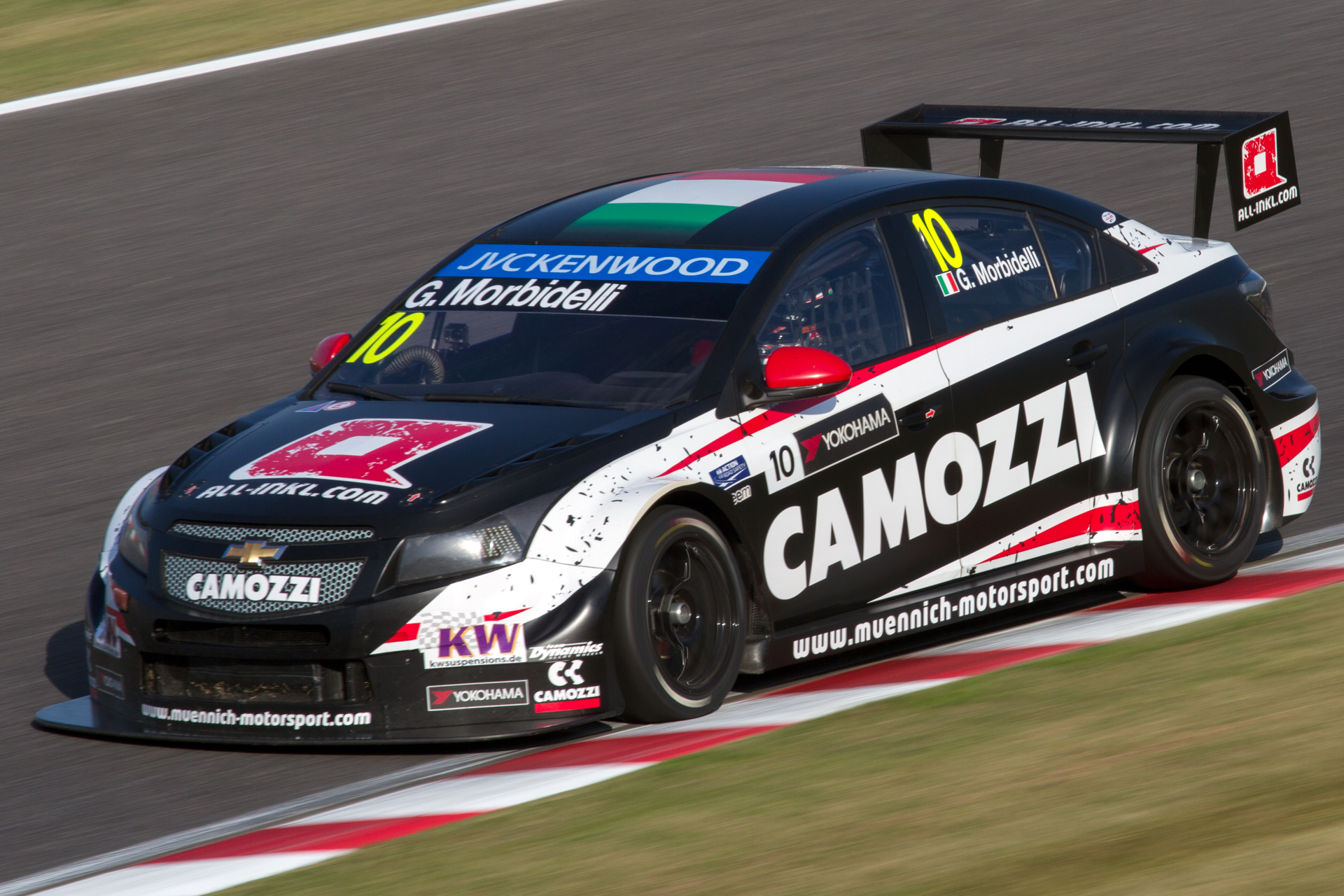
La Chevrolet RML Cruze TC1 di Gianni Morbidelli.
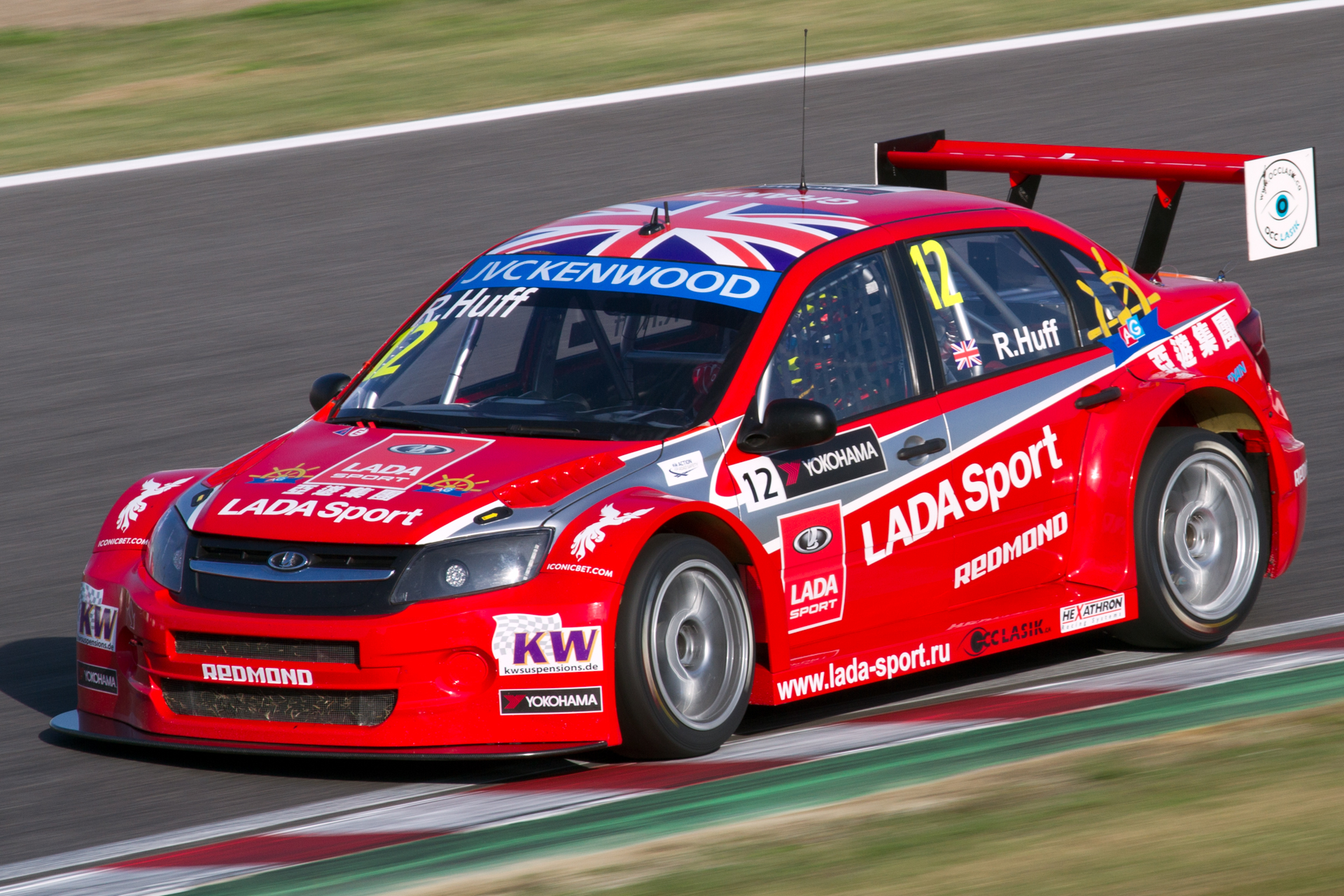
La Lada Granta 1.6T di Robert Huff.
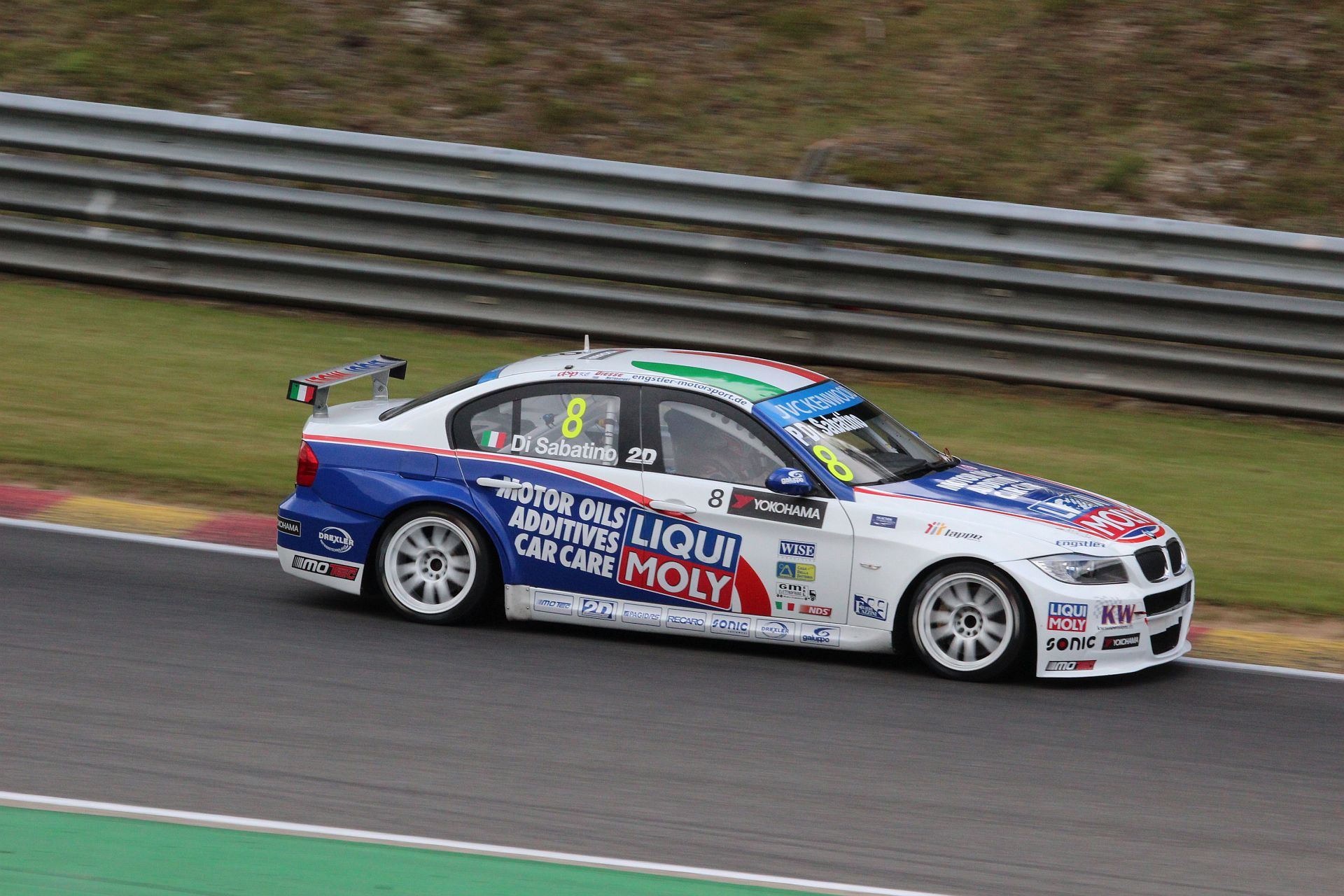
La BMW 320 TC di Pasquale Di Sabatino.
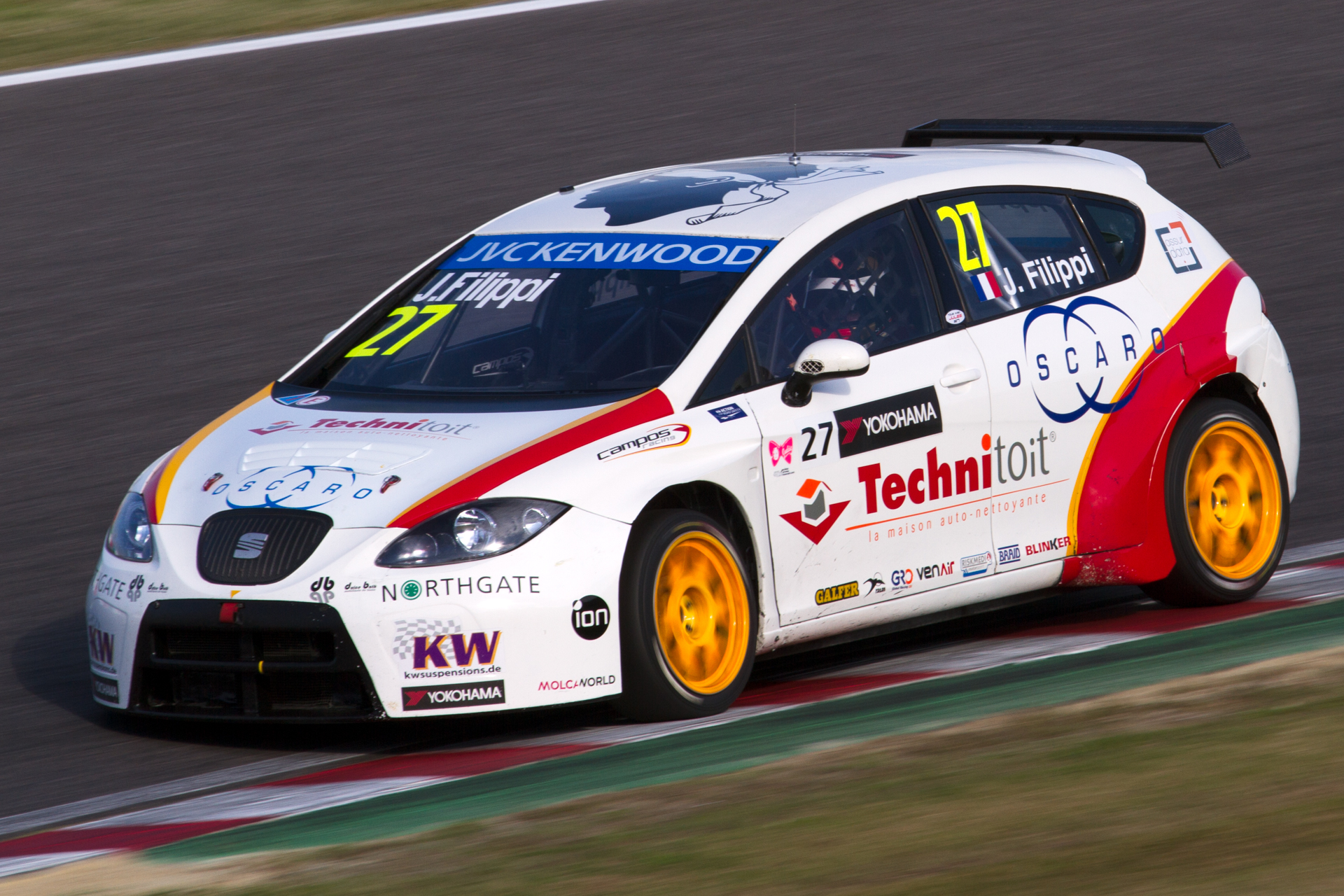
La SEAT León WTCC di John Filippi.